# 二十四烷
二十四烷（Tetracosane,tetrakosane）是化學式為CH3(CH2)22CH3的烷烴。和其他的烷烴相同，它的名字是由它的碳原子的數量(24)而來的，而它的英文名字就是由24的希臘文名稱而來的。它有14,490,245個同分異構體.
正二十四烷能在捷克斯洛伐克，西伯利亞的下通古斯河和東摩拉維亞近Konma的Bucnik採石場的Evenki地區的evenkite礦石裏找到。Evenkite的薄片無色，而礦石是熒光橙黃色。

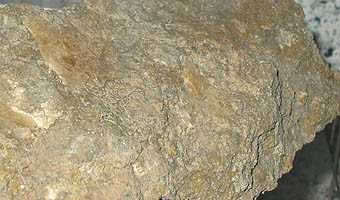
正二十四烷的礦物質形態—Evenkite的樣本

## 資料來源
1. ↑  . PubChem Compound. USA: National Center for Biotechnology Information. Identification and Related Records. 16 September 2004  [2 January 2012]. （原始内容存档于2012-10-13）. （页面存档备份，存于）

## 外部連結
- NIST Entry（页面存档备份，存于）